# Hypognatha janauari
Hypognatha janauari là một loài nhện trong họ Araneidae.
Loài này thuộc chi Hypognatha. Hypognatha janauari được Herbert Walter Levi miêu tả năm 1996.